# Khalid af Saudi-Arabien
Khalid bin Abdul Aziz Al Saud (arabisk: خالد بن عبد العزيز آل سعود, tr. Khālid bin ʿAbd al ʿAzīz Āl Suʿūd; født 13. februar 1913, død 13. juni 1982) var konge af Saudi-Arabien 1975-82.
Under Khalids regering var hans halvbror Fahd kronprins og premierminister, og den effektive leder af Saudi-Arabien.